# NGC 604
NGC 604 является областью H II в Галактике Треугольника. Была открыта Уильямом Гершелем 11 сентября 1784 года. Это один из крупнейших H II регионов в Местной группе галактик. При оцениваемом расстоянии до галактики в 2.7 млн св. лет, её наибольший размер составляет около 1500 св. лет (460 пк), что более чем в 40 раз превышает размер видимой части Туманности Ориона. Её светимость в 6300 раз больше светимости Туманности Ориона, и если бы она находилась на таком же расстоянии, то затмила бы Венеру. Как и во всех эмиссионных туманностях, газ ионизируется скоплением массивных звёзд в центре.